# Свети Спас (Матка)
„Свето Възнесение Христово“ или „Свети Спас“ (на македонска литературна норма: „Свети Спас“) е средновековна православна църква в северната част на Северна Македония.
Църквата „Свети Спас“ е изградена в местността Петров камен високо над пролома Матка, на левия бряг на река Треска. Непосредствено южно от нея са руините на църквите „Света Неделя“ и „Света Троица“. Църквата е построена на най-високата позиция на заравнено плато на рида и представлява малък еднокорабен храм. Датира вроятно от късния XIV век и е изградена върху основите на по-стар и много по-голям култов обект.